# Orgyia trigotephras
Orgyia trigotephras är en fjärilsart som beskrevs av Jean Baptiste Boisduval 1828. Orgyia trigotephras ingår i släktet fjädertofsspinnare, och familjen tofsspinnare. Inga underarter finns listade i Catalogue of Life.